# Почесні громадяни Красноградщини
Почесний громадянин Красноградського району — почесна відзнака Красноградської районної ради, яка має на меті вшанувати осіб, які зробили вагомий внесок у соціально-економічний та культурний розвиток Красноградського району. Відзнака була установлена спільною Постановою Красноградської районної ради та Красноградської районної державної адміністрації від 25 серпня 2004 року.

## Історія
Спочатку почесна відзнака «Почесний громадянин Красноградського району» була встановлена спільною Постановою Красноградської районної ради та Красноградської районної державної адміністрації «Про організацію роботи та створення оргкомітету з питань присвоєння звання „Почесний житель Красноградщини“» від 25 серпня 2004 року « із метою вшануваня осіб, які зробили вагомий внесок у соціально-економічний та культурний розвиток Красноградського району».
У 2008 році рішенням сесії Красноградської районної ради VI скликання було затверджено положення «Про звання почесного громадянина Красноградщини». Також дію цього звання було поширено на надані раніше звання «Почесного громадянина Красноградського району».
Клопотання щодо присвоєння звання «Почесний громадянин Красноградського району» можуть подавати трудові колективи та громадські організації.

## Список почесних громадян Красноградського району
| №  | Фото | П. І. П.                         | Роки життя          | За що нагороджений | Рід діяльності, нагороди | Дата присвоєння |
| -- | ---- | -------------------------------- | ------------------- | ------------------ | --- | --------------- |
| 1  |      | Бобрицький Володимир Федосійович |                     |                    | Начальник відділу капітального будівництва з 1977 по 2006 роки | 2004 рік        |
| 2  |      | Гулий Іван Михайлович            |                     |                    | Генеральний директор приватного акціонерного товариства «Промінь» Красноградського району                                                                                | 2004 рік        |
| 3  |      | Оніщенко Михайло Никифорович     |                     |                    | Голова Красноградського районного виконавчого комітету | 2004 рік        |
| 4  |      | Носко Степан Якович              |                     |                    | Генеральний директор «Укрбургаз» із травня 1977року по листопад 1987 року                                                                                                | 2004 рік        |
| 5  |      | Рибчич Ілля Йосипович            |                     |                    | Генеральний директор «Укрбургаз» їз квітні 1996 року по березень 1997 року                                                                                               | 2004 рік        |
| 6  |      | Толубко Володимир Борисович      | нар. 3 вересня 1948 |                    | уроженець міста Краснограда, доктор технічних наук, професор, генерал-полковник, народний депутат Укрпїни I скликання (1990—1994)                                        | 2004 рік        |
| 7  |      | Чухрай Федір Костянтинович       |                     |                    | Голова міської ради з 1973 по 1990 роки, з 1994 по 1998 роки | 2004 рік        |
| 8  |      | Білоус Григорій Максимович       |                     |                    | Директор дослідної станції з 1969 по 2000 роки, кандидат сільськогосподарських наук                                                                                      | 2006 рік        |
| 9  |      | Негер Микола Дмитрович           |                     |                    | Митрофорний протоєрей, настоятель Свято-Благовіщенського храму УПЦ МП | 2006 рік        |
| 10 |      | Ульянов Михайло Григорович       |                     |                    | Генеральний директор «Укрбургаз» з листопада 1987 по квітень 1996 року                                                                                                   | 2006 рік        |
| 11 |      | Чернов Сергій Іванович           |                     |                    | Уродженець міста Красноград, голова Харківської обласної ради | 21 серпня 2008  |
| 12 |      | Мариненко Микола Терентійович    |                     |                    | Перший секретар Красноградського райкому КПУ, директор Красноградського сільськогосподарського технікуму з 1979 по 1990                                                  | 21 серпня 2008  |
| 13 |      | Гордієвич Володимир Федорович    |                     |                    | Митрофорний протоєрей, настоятель Святопокровського храму УПЦ МП | 12 вересня 2011 |
| 14 |      | Шость Віктор Васильович          |                     |                    | Уродженець села Попівка Красноградського району, соліст Великого театру                                                                                                  | 12 вересня 2011 |
| 15 |      | Яворський Михайло Михайлович     |                     |                    | Керівник «Укрбургазу» з березня 1997 року по вересень 2005 та з квітня 2010 по січень 2012                                                                               | 12 вересня 2011 |
| 16 |      | Муригін Микола Олексієвич        |                     |                    | депутат Харківської обласної ради, голова Красноградської районної ради V скликання, голова Красноградської районної державної адміністрації з квітня 2010 по лютий 2013 | 24 січня 2013   |